# إنديانابوليس 500 سنة 2007
سباق إنديانا بوليس -500 ميل 2007 أقيم في حلبة إنديانابوليس موتور سبيدواي في 27 مايو 2007 وفاز في السباق داريو فرانشيتي بمتوسط سرعة 151.774.
وكان أول المنطلقين هيليو كاسترو نيفيز بسرعة 225.817.